# Linyphia nicobarensis
Linyphia nicobarensis là một loài nhện trong họ Linyphiidae.
Loài này thuộc chi Linyphia. Linyphia nicobarensis được Benoy Krishna Tikader miêu tả năm 1977.